# Eisenbahnunfall von Kew Gardens
Beim Eisenbahnunfall von Kew Gardens fuhren am 22. November 1950 auf der Hauptstrecke der Long Island Rail Road (L.I.R.R.) in New York City zwischen den Bahnhöfen Kew Gardens und  Jamaica in Queens zwei Personenzüge aufeinander auf, nachdem der hintere Zug nicht wie vorgeschrieben auf Sicht fuhr. 78 Menschen starben, 363 wurden verletzt.

## Ausgangslage
Die Unfallstelle liegt heute im Stadtteil Kew Gardens von Queens. Zum Zeitpunkt des Unfalls gehörte diese noch zum Stadtteil Richmond Hill.
Der vordere Zug 780 war um 18.09 Uhr von der Pennsylvania Station (auch Penn Station) in Manhattan nach Hempstead abgefahren. Erster Halt sollte Jamaica Station sein. Der zwölfteilige Triebwagen hatte etwa 1000 Fahrgäste an Bord. Schon bei Abfahrt des Zuges war es dunkel.
Diesem Zug folgte um 18.13 Uhr der Zug 174, ebenfalls ein zwölfteiliger Triebwagen, von der Pennsylvania Station nach Babylon mit 1200 Reisenden.
Beide Züge befuhren die viergleisige Strecke zwischen Harold Interlocking und Jamaica auf Gleis 2. In Fahrtrichtung Jamaica wurde dieses Gleis durch mehrere Hauptsignale mit Vorsignalisierung gesichert, im Bereich der Unfallstelle waren das die Signale 66, C, 114R und 58R. War ein Blockabschnitt besetzt, zeigte ein Signal nicht Halt, sondern „Stop-and-proceed“, was einem Zug – nachdem er vor dem Signal zum Stehen gekommen war – ohne weiteres Zutun eines Fahrdienstleiters erlaubte, in den Blockabschnitt mit einer Geschwindigkeit von höchstens 15 mph (ca. 20 km/h) und auf Sicht einzufahren. Das Signal 114R zeigte solange „Stop-and-Proceed“, bis ein 1000 ft (ca. 300 m) langer Teil des Abschnitts bis zum nächsten Signal frei war. Danach schaltete das Signal auf „Restricting“ um, sodass das Anhalten vor dem Signal entfallen konnte, allerdings weiterhin auf Sicht gefahren werden musste.

## Unfallhergang
Der erste Zug näherte sich dem Signal C, das „Approach“ (Halt erwarten) zeigte, weshalb der Triebfahrzeugführer abbremste. Als der Zug sich dem nachfolgenden Signal 114R näherte, zeigte dieses den Signalbegriff „Restricting“, weshalb der Triebfahrzeugführer versuchte, die Bremsen zu lösen, nachdem er die vorgeschriebene Höchstgeschwindigkeit von ca. 20 km/h erreicht hatte. Die Bremswirkung ließ jedoch nicht nach, sodass der Zug etwa 13 Meter vor dem Signal 114R zum Stillstand kam.
Während der Lokomotivführer das Problem auszumachen suchte, stieg der Bremser, der im letzten Personenwagen mitfuhr, vorschriftsmäßig aus, um jeden folgenden Zug mit einer roten Laterne vor dem liegengebliebenen Zug zu warnen. Nach einiger Zeit hörte der Bremser Motorengeräusche und ging deshalb davon aus, dass das Problem mit der Bremse behoben sei, stieg wieder in den Zug und signalisierte seinem Lokführer, dass er sich wieder im Zug befinde.
Der stehende Zug wurde durch das rückliegende Signal C gedeckt, das nun „Stop-and-Proceed“ zeigte, da der Blockabschnitt besetzt war. Das Signal 66 zeigte dementsprechend „Approach“ (Halt erwarten), sodass der nachfolgende Zug 174 abbremste und vor dem Signal C anhielt. Danach fuhr er zunächst den Vorschriften entsprechend langsam wieder an. Auf Höhe der Station Kew Gardens etwa 500 Meter hinter dem Signal C begann der Zug jedoch auf etwa 35 mph (55 km/h) zu beschleunigen, anstatt wie vorgeschrieben weiterhin auf Sicht zu fahren. Es wird davon ausgegangen, dass der Triebfahrzeugführer an dieser Stelle erkannte, wie das Signal 114R in etwa 800 Meter Entfernung von „Restricted“ auf „Approach“ umschaltete, und schlussfolgerte, dass der Zug unmittelbar vor ihm bereits den Abschnitt hinter dem Signal 114R geräumt hatte. Er sah jedoch nicht den Zug 780, der sich noch zwischen ihm und dem Signal 114R befand.
Nachdem der Bremser des ersten Zuges keine Antwort bekommen hatte, verließ er den Zug wieder um ihn zu sichern und bemerkte, wie sich der Zug 174 sich seinem Zug näherte. Als der Triebfahrzeugführer des zweiten Zug den liegengebliebenen Zug erkannte, leitete er noch eine Schnellbremsung ein, wodurch seine Geschwindigkeit jedoch nicht wesentlich reduziert werden konnte, bevor es zur Kollision kam.
Etwa um 18.29 Uhr kam es zur Kollision. Keiner der beiden Züge entgleiste. Der vordere Zug wurde 25 Meter nach vorne geschoben und dessen letzter Wagen vom ersten des aufprallenden Zuges der Länge nach horizontal aufgeschlitzt. Dieser wiederum wurde dabei zusammengedrückt.

## Folgen
In den Trümmern der beiden Personenwagen lagen die meisten Toten zusammengequetscht. Hilfe kam sehr schnell; nach fünf Stunden konnte der letzte Überlebende aus den Trümmern geborgen werden. Unter den Toten war auch der Lokomotivführer des hinteren Zuges.
Die Untersuchung durch die Interstate Commerce Commission kam zu dem Ergebnis, dass die unmittelbare Ursache des Unfalls sei, dass der Triebfahrzeugführer des zweiten Zug die für ihn gültigen Signale nicht korrekt befolgte. Er fuhr nicht wie vorgeschrieben auf Sicht, sondern hatte sich fälschlicherweise nach dem noch 800 Meter entfernten Signal gerichtet, das einen Fahrtbegriff zeigte.
Hinzu kam, dass sehr alte Personenwagen aus der Zeit um 1910 im Einsatz waren. Die Bahngesellschaft war zwischen 1918 und 1947 durch die New York State Public Service Commission – trotz steigender Kosten – an jeder Erhöhung der Fahrpreise gehindert worden. Das hatte zu einer schweren Unterfinanzierung geführt und Investitionen in die Bahn verhindert. Die L.I.R.R. befand sich zur Zeit des Unfalls bereits in einem Insolvenzverfahren.
Die Eigentümerin der L.I.R.R., die Pennsylvania Railroad, nahm die L.I.R.R. nach diesem Unfall aus dem Insolvenzverfahren, installierte eine signalabhängige Geschwindigkeitsprüfung für ihre Züge (Pulse Code Cab Signaling) und investierte 58 Millionen USD in die Bahn. Im Gegenzug dafür wurden ihr in großem Umfang Steuerschulden erlassen und realistische Fahrpreise zugelassen.